# Osburg
Osburg is een plaats in de Duitse deelstaat Rijnland-Palts, en maakt deel uit van de Landkreis Trier-Saarburg. Osburg telt 2.363 inwoners en onderhoudt een jumelage met het Franse Velars-sûr-Ouche.
Osburg ligt in het Osburger Hochwald en in het natuurgebied Saar-Hunsrück tussen Trier en Hermeskeil in het gebied waar moselfränkisch wordt gesproken. Osburg komt van Ostburg; deze burcht stond ten oosten van het dorp. Tegenwoordig is er nog een toren van de burcht bewaard gebleven die dienstdoet als klokkentoren voor de kerk. De omgeving van Osburg en Thomm wordt vermoedelijk al meer dan 2000 jaar bewoond, zoals oorspronkelijke Romeinse als Keltische bouwwerken suggereren.

## Bestuur
De plaats is een Ortsgemeinde en maakt deel uit van de Verbandsgemeinde Ruwer.